# Tianeptine
Tianeptine is een anti-depressivum, met angstremmende en noötropische neveneffecten.
Het middel zou gunstiger zijn dan de gebruikelijke anti-depressiva omdat het veel minder sederend werkt, en minder andere ongunstige bijwerkingen zou hebben. Hoewel het niet in Nederland verkrijgbaar is, wordt het wel in verschillende andere EU-landen op recept voorgeschreven (oa. in Frankrijk: Stablon, en Duitsland: Tianeurax).

## Farmacie
Tianeptine is een zogenaamde TCA (tricyclisch anti-depressivum), een klasse anti-depressiva uit de jaren '60, waarvan sommigen (zoals Clomipramine) nog steeds gebruikt worden. De meeste TCA's werken als serotonine heropname-remmer (SSRI). De werking van tianeptine is echter geheel anders. Tianeptine werkt als een serotine heropname-versneller (SSRE, selective serotonin reuptake enhancer). Daarmee werkt de stof precies tegenovergesteld aan bijna alle huidige anti-depressiva, die bijna allemaal SSRI zijn. Als zodanig kan het soms emoties versterken in plaats van afvlakken, zoals de meeste SSRI's doen. Bovendien zorgt tianeptine voor een toename in de afgifte van dopamine.

## Anti-depressief
De anti-depressieve werking wordt waarschijnlijk mede veroorzaakt doordat tianeptine als agonist bindt aan de μ-opioïde receptor. Van selectieve μ-opioïde agonisten is bekend dat zij een gevoel van (lichte) euforie veroorzaken. Tianeptine werkt bij hogere concentraties ook als agonist voor de δ-opioïde receptoren, welke zich oa. in de amygdala bevinden, een onderdeel van de hersenen dat een grote rol speelt bij de regulatie van angst.
Ook is aangetoond dat tianeptine invloed heeft op de activiteit van glutamaat-receptoren, hoewel daar geen directe interactie mee is.

## Minder sedatief
Het feit dat tianeptine minder versuffend werkt dan andere anti-depressiva komt mogelijk omdat de stof niet of nauwelijks affiniteit heeft met κ-opioïde receptoren. Bovendien zorgt de stof voor een gematigde toename van dopamine-afgifte, hetgeen eerder opwekkend werkt dan versuffend.

## Noötropisch effect
De veronderstelde noötropische werking is onder andere gebaseerd op het feit dat tianeptine een effect heeft op de glutamaat-receptoren, welke een rol spelen bij de synaptische plasticiteit, dwz. het versterken of verzwakken van zenuwbanen. Ook zou het de afgifte van het eiwit BDNF (Brain-Derived Neurotrophic Factor) bevorderen, een van de "groeihormonen" van de hersenen die een rol spelen bij neurogenese. Zowel door de neuroplasticiteit als de neurogenese zou tianeptine een bevorderend effect hebben op het leervermogen en het geheugen. Een en ander is echter nog niet onomstotelijk bewezen.